# Grön sandjägare
Grön sandjägare (Cicindela campestris) är en skalbagge i familjen jordlöpare (Carabidae). 

## Utseende
Grön sandjägare är metallglänsande grön med varierande mönster av vita prickar. Den mäter 12–16 mm, har kraftiga käkar och stora ögon.

## Utbredning
Grön sandjägare förekommer i palearktiska regionen. Den är vitt spridd i Europa, från Iberiska halvön till Skandinaviska halvön och Balkanhalvön, inklusive på Brittiska öarna. Från Europa förekommer den vidare österut genom norra Asien (Ryssland; Sibirien) till Stilla havet.
Den är vanlig på torra sandiga platser i hela Sverige.

## Ekologi
Grön sandjägare är en snabb skalbagge som springer eller flyger ifatt sina byten som kryper på marken. Den fångar sitt byte med hjälp av sina kraftiga käkar. Den lever på torra sandiga marker. Larven är också ett rovdjur och lever i ett lodrätt hål i marken och fångar insekter som råkar passera över hålet. Den har tvåårig utveckling från ägg till fullvuxen skalbagge.